# Grzegorz Roszak
Grzegorz Michał Roszak (ur. 22 grudnia 1955 w Markowicach) – polski polityk, nauczyciel, samorządowiec, poseł na Sejm VI kadencji.

## Życiorys
Ukończył studia historyczne na Wydziale Humanistycznym Uniwersytetu Mikołaja Kopernika w Toruniu. Początkowo pracował w szkole jako nauczyciel historii. Następnie był pracownikiem kuratorium oświaty w Bydgoszczy i starostwa powiatowego. Przed objęciem funkcji posła zajmował stanowisko dyrektora I Liceum Ogólnokształcącego im. Jana Kasprowicza w Inowrocławiu. Jest autorem podręczników do nauczania historii.
W 2006 z ramienia Platformy Obywatelskiej został wybrany na radnego sejmiku kujawsko-pomorskiego, w którym był przewodniczącym komisji rewizyjnej. W wyborach parlamentarnych w 2007 uzyskał mandat poselski z listy PO. Kandydując w okręgu bydgoskim, otrzymał 6217 głosów. W wyborach w 2011 nie uzyskał reelekcji (otrzymał 2625 głosów). Powrócił do pracy w zawodzie nauczyciela historii. W kwietniu 2012 wystąpił z PO. W 2013 został pełnomocnikiem projektu posła Jarosława Gowina „Godzina dla Polski”, a następnie partii Polska Razem, na miasto i powiat inowrocławski. W 2014 już jako bezpartyjny kandydował bezskutecznie z ramienia Prawa i Sprawiedliwości (przy poparciu Polski Razem) na prezydenta Inowrocławia (zajął 3. miejsce na 4 kandydatów). W 2014 i 2018 ubiegał się też o mandat radnego powiatu inowrocławskiego.
Przewodniczy radzie społecznej Wojewódzkiego Centrum Reumatologii i Rehabilitacji w Bydgoszczy, jest też prezesem Towarzystwa Miłośników Miasta Inowrocławia. Jest żonaty (żona Maria), ma córkę Joannę.